# Jubilee Line
Jubilee Line es una línea del metro de Londres, que aparece en color gris plata en los mapas.

## Historia
La inauguración de la línea Jubilee se produjo el 1 de mayo de 1979. En realidad no fue una línea completamente nueva, sino que tomó una parte de la línea Bakerloo. El ramal de esa línea entre las estaciones de Baker Street y Stanmore pasó a la línea Jubilee, uniéndose a un tramo de 4 kilómetros completamente nuevo bajo el centro de Londres, finalizando en una nueva estación en Charing Cross.
La antigua estación de Charing Cross, perteneciente a las líneas Circle, District y Northern, fue renombrada a Embankment. La nueva estación de Charing Cross sirvió como nuevo punto de transbordo, al unirse a las estaciones de Strand (línea Northern) y Trafalgar Square (línea Bakerloo).
La nueva línea iba a ser llamada Fleet Line debido a que seguía el curso del río Fleet, pero el nombre final fue modificado debido a los 25 años ("silver jubilee" en inglés) de acceso de la reina Isabel II del Reino Unido al trono, cumplidos en 1977; además, los planes originales de alargar la línea hacia el este a través de la calle Fleet fueron abandonados. La línea Fleet fue mencionada en un artículo del Times de 1965, donde se analizaba la situación tras la finalización de la línea Victoria (se sugería una ruta para la línea Fleet por Baker Street-Bond Street-Trafalgar Square-Strand-Fleet Street-Ludgage Circus-Cannon Street, penetrando en la zona sureste de Londres).
La línea Jubilee, tal y como fue inaugurada en 1979, estaba planeada como la primera fase del proyecto, pero por la falta de fondos no se pudo afrontar su continuación hasta finales de la década de 1990. La segunda fase del proyecto planeaba extender la línea a través de la calle Fleet, con estaciones en Aldwych, Ludgate Circus, Cannon Street, Fenchurch Street, St Katherine's Dock, Wapping y, tras pasar bajo el río Támesis, New Cross, acabando en Lewisham. Un plan alternativo se creó a finales de 1970 para extender la línea de forma paralela al Támesis, uniendo Wapping con Thamesmead a través de Surrey Docks North, Custom House, Silvertown, Woolwich Arsenal y Thamesmead. Sin embargo, se consideró que esta extensión resultaría excesivamente costosa, por lo que la construcción nunca se llevó a cabo.
Unos cambios en el uso del terreno, en especial la renovación de la zona conocida como Docklands, provocaron importantes cambios en el proyecto durante la década de 1990. Así, la extensión de esta línea, abierta en tres fases durante 1999, partía de Green Park, dejando a Charing Cross en un ramal con ella como única estación; este ramal actualmente está cerrado, aunque se utiliza de vez en cuando como lugar para filmaciones. Tras abrir esta extensión, la línea Jubilee se ha convertido en la única de la red desde la que se pueden realizar transbordos a cualquier otra línea.

## Vehículos
Cuando la línea se inauguró, fue inicialmente operada por trenes de la serie de 1972. En 1984 fueron sustituidos por la nueva serie de 1983; los antiguos trenes pasaron a la línea Northern. La serie de 1983 resultó bastante poco eficiente y muy problemática, ya que las puertas, de una sola hoja, hacían que la entrada y salida de pasajeros del tren fuera más lenta que en los trenes de otras líneas, con puertas más anchas. La inauguración de la extensión fue la excusa perfecta para adquirir nuevos vehículos; hoy se utiliza la serie de 1996, similar a la serie de 1995 utilizada en la línea Northern. Estos nuevos vehículos cuentan con paneles informativos y un sistema de anuncios automáticos que informan a los pasajeros de la ruta de cada tren. Este sistema se ha mejorado desde su puesta en funcionamiento; en principio se limitaba a informar del destino del tren, y con posterioridad pasó a mencionar la siguiente estación de la ruta y los posibles transbordos a realizar. Actualmente, además de la información mencionada, el texto en los paneles internos se mueve, en lugar de permanecer estático.

### Mejoras en 2005
El 26 de diciembre de 2005 la línea Jubilee fue cerrada, por un período de cinco días, para poder añadir un coche extra a cada uno de los trenes, que ya disponían de 6 coches. La línea tuvo que ser cerrada durante los días que duró esta mejora, ya que los trenes de 6 y de 7 coches no podían estar simultáneamente en funcionamiento; los andenes de la extensión no podían admitir simultáneamente ambas longitudes de tren. Además de añadir un coche a cada tren, se adquirieron otros cuatro trenes completos, lo que permitió contar a la línea con 63 vehículos. Así, la capacidad de la línea aumentó en un 17% en las horas punta, admitiendo 6000 pasajeros más por día. Además, se mejoró el sistema de señalización. El trabajo se completó dos días antes de lo previsto, lo que permitió la reapertura de la línea el 29 de diciembre de 2005.

## Estaciones

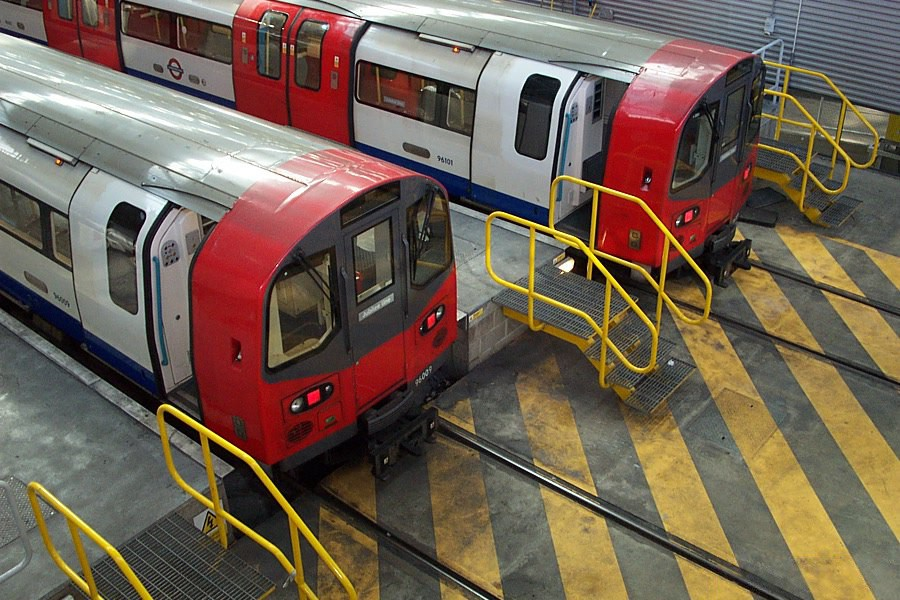
Trenes de la serie de 1996 en el garaje de Stratford Market.

- Término: Stanmore , abierta el 10 de diciembre de 1932.
- Canons Park, abierta el 10 de diciembre de 1932 como Canons Park (Edgware); renombrada en 1933.
- Queensbury, abierta el 16 de diciembre de 1934.
- Kingsbury, abierta el 10 de diciembre de 1932.
- Wembley Park , abierta el 14 de octubre de 1893.
- Neasden, abierta el 2 de agosto de 1880.
- Dollis Hill, abierta el 1 de octubre de 1909.
- Willesden Green, abierta el 24 de noviembre de 1879.
- Kilburn , abierta el 24 de noviembre de 1879 como Kilburn & Brondesbury; renombrada el 25 de septiembre de 1950.
- West Hampstead, abierta el 30 de junio de 1879.
- Finchley Road, abierta el 30 de junio de 1879.
- Swiss Cottage, abierta el 20 de noviembre de 1939.
- St. John's Wood, abierta el 20 de noviembre de 1939.
- Baker Street, abierta el 1 de mayo de 1979.
- Bond Street, abierta el 1 de mayo de 1979.
- Green Park, abierta el 1 de mayo de 1979.
- Charing Cross (antigua estación término), abierta el 1 de mayo de 1979; cerrada el 19 de noviembre de 1999.
- Westminster , abierta el 22 de diciembre de 1999.
- Waterloo , abierta el 24 de septiembre de 1999.
- Southwark , abierta el 20 de noviembre de 1999.
- London Bridge , abierta el 7 de octubre de 1999.
- Bermondsey , abierta el 17 de septiembre de 1999.
- Canada Water , abierta el 17 de septiembre de 1999.
- Canary Wharf , abierta el 17 de septiembre de 1999.
- North Greenwich , abierta el 14 de mayo de 1999.
- Canning Town , abierta el 14 de mayo de 1999.
- West Ham , abierta el 14 de mayo de 1999.
- Término: Stratford , abierta el 14 de mayo de 1999.